# Cheilopallene hirta
Cheilopallene hirta là một loài nhện biển trong họ Callipallenidae. Loài này thuộc chi Cheilopallene. Cheilopallene hirta được miêu tả khoa học năm 1988 bởi Child.